# 赵攀峰
赵攀峰（1980年2月—），男，汉族，中华人民共和国政治人物。中共中央党校研究生学历。2002年7月参加工作。曾任共青团云南省委副书记，现任共青团云南省委书记。